# 汉口动车运用所

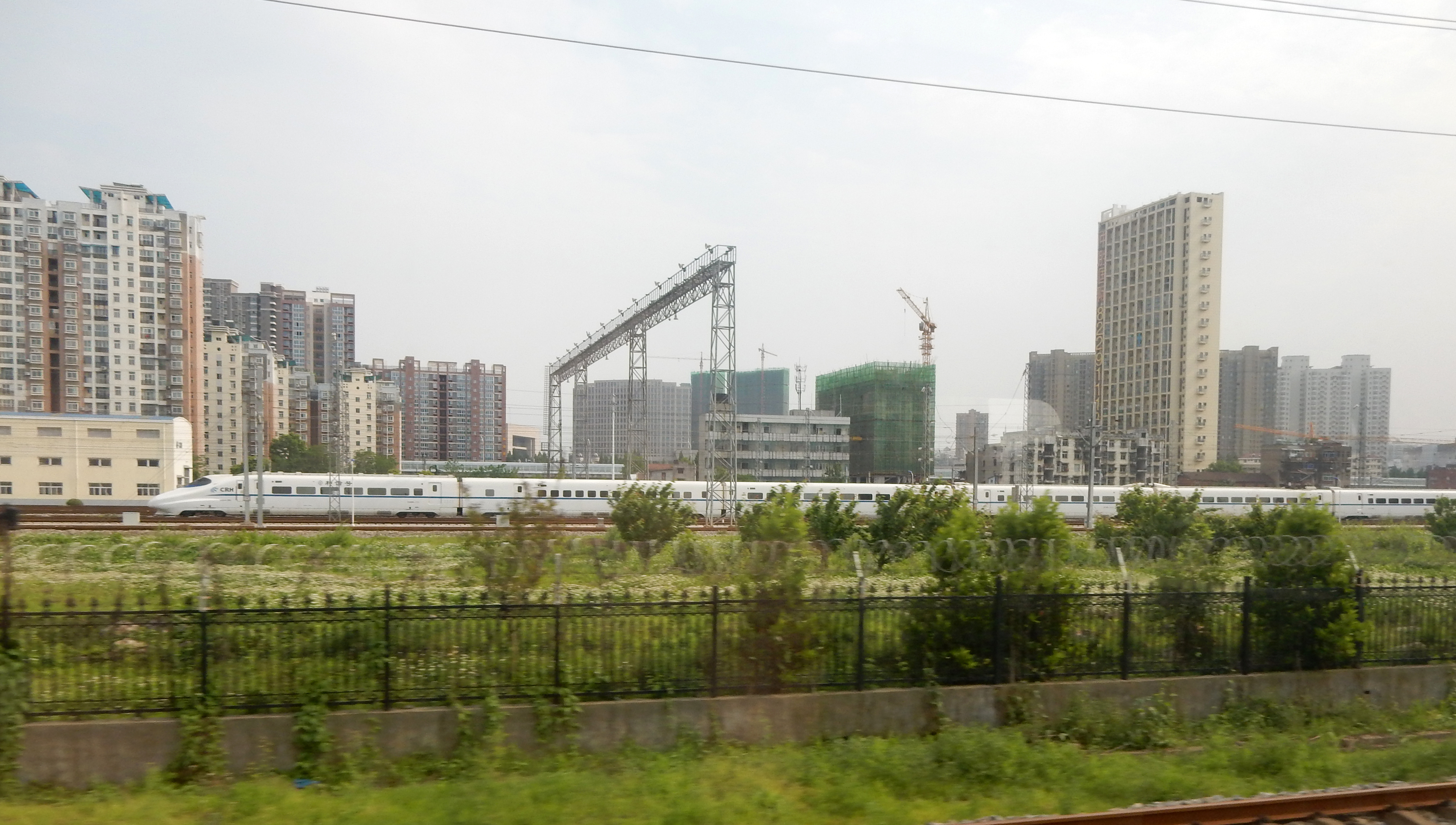
汉口动车运用所

汉口动车运用所，位于中國武汉市江岸区，原址为京广铁路江岸西站，位于汉口站东侧3公里，2009年1月动工，2011年投入使用。汉口动车运用所是沪汉蓉客运专线铁路汉宜铁路工程和汉口站改造工程的配套中的重要组成部分，通过动车走行线引入汉口站，并通过京广铁路、天兴洲长江大桥分别与武昌站、武汉站连接。该动车所目前是武汉地区250km/h级动车组最重要的检修场所。

## 规模与功能
汉口动车运用所设在汉口站东侧，设有3个存车场，占地360亩，近期存车能力为36列短编组动车组，设有轮对踏面诊断、双向洗车机线，6线检查库，临修库，不落轮镟库以及其它辅助生产房屋等设施。汉口动车组目前主要负责沪汉蓉快速通道、京广既有线以及汉宜、武康二线动车组的检修需求。可以实现CRH2、CRH5型动车组的一二级修。汉口动车运用所的建成，有效缓解了武汉铁路局所有动车组在武汉站集中存放检修压力，提高汉口始发动车组运营组织效率。

## 历史沿革
2006年，为满足中国铁路第六次大提速京广铁路既有线开行动车组列车检修的需要，武汉铁路局将位于汉口客车整备所内的三条线路改建成动车组检修库，满足CRH2型动车组一二级修的职能。检修库于2007年1月建成，保证了武汉至北京、郑州动车组列车的顺利开行。。
2008年，随着武汉北编组站的投入使用，江岸西站停止了货运功能。同时为了配合沪汉蓉客运专线的贯通需求，汉口动车所开始建设。新汉口动车组的设计方为中铁第四勘察设计院，施工方是中铁电气化局南方工程公司。。

## 行政归属
汉口动车检修库原属武昌客车车辆段管理。2009年划归武汉动车基地管理。目前，武汉动车基地下设两个动车组运用所，即武汉动车段动车运用所和汉口动车组运用所，全面负责管辖范围内动车组的一、二级检修和动车组乘务管理工作。